# 李祖訓
李祖訓（1849年—1908年），字恢業，號警樵，台灣竹塹北門（今新竹）人，清朝政治人物，歲貢出身。
李祖訓於光緒十九年（1893年）上任台灣府儒學訓導，隸屬於台灣道台灣府，為台灣清治時期的地方官員，該官職主要從事台灣府境內之教育行政部分，受台灣府儒學教授制約，該官職亦通常為閩籍，語言可與台灣人互作溝通，事實上，教學上也以閩語為主，官話為輔。